# Eleições na Iugoslávia
Eleições foram realizadas em níveis municipal, provincial, republicano e federal na Iugoslávia desde sua fundação em 1918 até sua dissolução em 1992.

## História

### Período entreguerras (1918 a 1941)
As primeiras eleições no Reino da Iugoslávia foram para a Representação Nacional Temporária dos Sérvios, Croatas e Eslovenos (estas foram precedidas por eleições locais dos Conselhos Nacionais na antiga Áustria-Hungria, incluindo as eleições na Voivodina e em Montenegro para os parlamentos locais). Eleições parlamentares foram realizadas em 1920, 1923, 1925 e 1927, enquanto que com a nova constituição uma Câmara Baixa e uma Câmara Alta de facto foram introduzidas em 1931 (o Senado ao lado da Assembleia Nacional). As eleições de 1931 não foram livres, pois foram conduzidas sob uma ditadura de governo único, enquanto as de 1935 e 1938 foram realizadas sob princípios democráticos básicos limitados. 

### Pós-Segunda Guerra Mundial (1945 a 1974)
O país foi ocupado e dividido pelas Potências do Eixo em 1941. Após a guerra, a primeira eleição parlamentar, em 1945, foi realizada entre duas opções políticas: a Frente Popular, dominada pelo Partido Comunista da Iugoslávia, que era uma coalizão de quase todos os principais partidos do pré-guerra, e sua oposição. Esta foi a primeira vez que a Iugoslávia introduziu o direito das mulheres ao voto. Tendo concorrido quase sem oposição naquela eleição, o CPY promulgou uma nova Constituição em 1946 que aboliu a monarquia e transformou o país em uma república federal. O Partido Comunista consolidou a partir de então o seu poder, pôs fim às eleições multipartidárias e estabeleceu um Estado de partido único. 
Os candidatos nas eleições subsequentes foram propostos apenas pela Frente Popular da Iugoslávia como candidatos formalmente não partidários. Originalmente, apenas um candidato foi proposto ao eleitorado. A segunda eleição parlamentar na RSFI foi realizada em 1950. Uma nova Lei Eleitoral Federal foi introduzida em 9 de setembro de 1953, e definiu as unidades eleitorais, o número de deputados nos parlamentos das repúblicas individuais, os requisitos dos candidatos (excluindo a filiação partidária), etc. O número de candidatos propostos ao eleitorado também foi autorizado a exceder um, permitindo eleições competitivas.  Este tipo de eleições foi realizado em 1953, 1958, 1963, 1969, 1974, 1978, 1982, 1986 e 1989. 

### Descentralização (1974 a 1990)

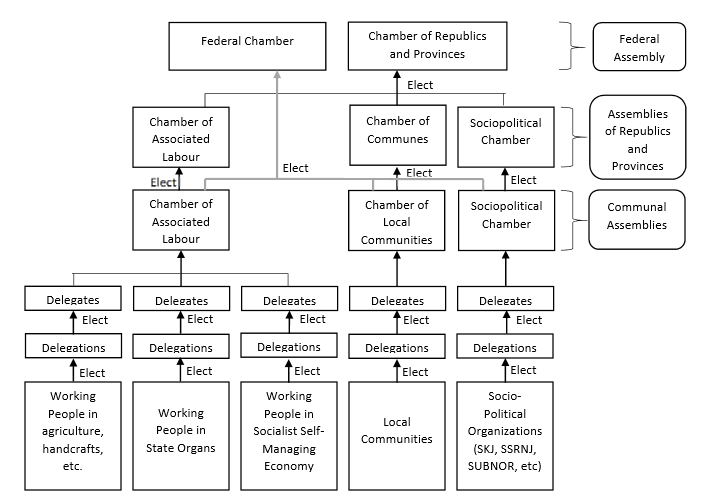
Diagrama mostrando o sistema eleitoral iugoslavo de 1974 a 1990

De 1974 até a dissolução do país, de 1990 a 1992, a Assembleia era bicameral e composta por um Conselho Federal e um Conselho Republicano eleitos para mandatos de quatro anos. 
O Conselho Federal foi eleito por um complicado sistema de delegados indiretos através da frente popular Aliança Socialista dos Trabalhadores da Iugoslávia.  O Conselho Federal era composto por 220 membros. Seus membros foram eleitos entre as seis repúblicas (com 30 membros cada) e as duas províncias autônomas (com 20 membros cada). 
O Conselho Republicano era composto por 88 membros. Seus membros foram eleitos nas assembleias das seis repúblicas (com 12 membros cada) e nas assembleias das duas províncias autônomas (com 8 membros cada). Os deputados então exerceriam mandatos duplos em suas próprias assembleias e no Conselho Republicano. 
Após as eleições, uma sessão conjunta inicial de ambos os conselhos da Assembleia votaria em um novo Conselho Executivo Federal, que também funcionaria em um mandato de quatro anos. 
As eleições federais regulares marcadas para 1990 nunca foram realizadas antes da dissolução do país. Ao longo de 1990, cada república constituinte adotou constituições democráticas que permitiam partidos políticos além da Liga dos Comunistas e, posteriormente, realizaram eleições multipartidárias. Devido ao complicado sistema político, um novo sistema eleitoral democrático não pôde ser acordado entre a Presidência (que representava as repúblicas, algumas das quais estavam fazendo campanha abertamente pela independência e cujo interesse na reforma iugoslava era irrelevante), o Conselho Executivo (que tinha opinião interna divergente sobre a reforma) e a própria Assembleia, que era composta pelo antigo quadro comunista. 
| Ano  | Conselho Federal          | Conselho Republicano | Presidência Federal | Conselho Executivo Federal | Comitê Central PCI/LCI |
| ---- | ------------------------- | -------------------- | ------------------- | -------------------------- | ---------------------- |
| 1974 | 16 de março a 29 de abril | 10 de maio           | 15 de maio          | 15 de maio                 | 27–30 de maio (X)      |
| 1978 | 10 de março a 29 de abril | 10 de maio           |                     | 15 de maio                 | 20–23 de junho (XI)    |
| 1979 |                           |                      | 15 de maio          |                            |                        |
| 1982 | 10 de março a 21 de abril | 10 de maio           |                     | 15 de maio                 | 26–29 de junho (XII)   |
| 1984 |                           |                      | 15 de maio          |                            |                        |
| 1986 | 10 de março a 21 de abril | 10 de maio           |                     | 15 de maio                 | 25–28 de junho (XIII)  |
| 1989 |                           |                      | 15 de maio          | 16 de março                |                        |
| 1990 | Não realizado             | Não realizado        |                     |                            | 20-22 de janeiro (XIV) |

### Desintegração da Iugoslávia e consequências
Com a queda do comunismo, um sistema multipartidário foi reintroduzido em 1990. Elas foram realizadas em cada uma das repúblicas constituintes:
- Eleições municipais da Bósnia de 1990
- Eleições gerais da Bósnia de 1990 (18 de novembro e 2 de dezembro)
- Eleições parlamentares croatas de 1990 (22 de abril e 6 de maio)
- Eleições parlamentares da Macedônia de 1990 (11 e 25 de novembro)
- Eleições municipais montenegrinas de 1990
- Eleições gerais montenegrinas de 1990 (9 de dezembro)
- Eleições gerais sérvias de 1990 (9 e 23 de dezembro)
- Eleições parlamentares eslovenas de 1990 (8 e 12 de abril)
- Eleições presidenciais eslovenas de 1990 (8 de abril)

De acordo com os resultados, o apoio aos antigos partidos membros da Liga dos Comunistas da Iugoslávia em nível federal naquele momento estava entre 35 e 40%. 
Sérvia e Montenegro permaneceram juntos após a dissolução da Iugoslávia e mantiveram seu nome até 2003, com o último remanescente da Iugoslávia terminando após a independência de Montenegro em 2006. 